# Natalia Morozova
Pour les articles homonymes, voir Morozova.
Natalia Igorevna Morozova (en russe : Наталья Игоревна Морозова) est une ancienne joueuse de volley-ball russe née le 28 janvier 1973 à Iekaterinbourg. Elle mesure 1,88 m et jouait au poste de centrale. 

## Clubs
| Club                    | De        | À         |
| ----------------------- | --------- | --------- |
| Ouralotchka             | 1988-1989 | 1988-1989 |
| Ouralotchka-2           | 1989-1990 | 1991-1992 |
| Ouralotchka             | 1992-1993 | 1994-1995 |
| Toyobo                  | 1995-1996 | 1996-1997 |
| Ouralotchka             | 1997-1998 | 1997-1998 |
| Johnson Matthey Rubiera | 1998-1999 | 1998-1999 |
| Ouralotchka             | 1999-2000 | 2001-2002 |
| Aeroflot-Malahite       | 2002-2003 | 2002-2003 |
| Ouralotchka NTMK        | 2003-2004 | 2003-2004 |
| Fenerbahçe Istanbul     | 2005-2006 | 2005-2006 |
| Karşıyaka İzmir         | 2006-2007 | 2006-2007 |
| Universitet Belgorod    | 2007-2008 | 2007-2008 |
| Fakel Novy Ourengoï     | 2008-2009 | 2008-2009 |

## Palmarès

### Équipe nationale
- Jeux olympiques
  -  1992 à Barcelone.
  -  2000 à Sydney.
- Coupe du monde
  - Finaliste : 1999.
- Championnat d'Europe
  - Vainqueur : 1991, 1993, 1997, 1999, 2001.
- Grand Prix mondial
  - Vainqueur : 1997, 1999, 2002
  - Finaliste : 1998, 2000.
- World Grand Champions Cup
  - Vainqueur : 1997.
- Championnat du monde des moins de 20 ans
  - Vainqueur : 1991.
- Championnat d'Europe des moins de 20 ans
  - Vainqueur : 1990, 1992.

### Clubs
- Ligue des champions
  - Vainqueur : 1989, 1990, 1994, 1995.
- Championnat d'URSS : 
  - Vainqueur : 1989.
- Championnat de Russie : 
  - Vainqueur : 1993, 1994, 1995, 1998, 2001, 2002, 2004

### Distinctions individuelles
- Championnat du monde de volley-ball féminin 1994 : Meilleure réceptionneuse
- World Grand Champions Cup féminine 1997 : Meilleure serveuse